# Purcăreț
Purcăreț – wieś w Rumunii, w okręgu Sălaj, w gminie Letca. W 2011 roku liczyła 118 mieszkańców.